# George Johnson (generale)
Sir George Frederick Johnson (Walton, 28 novembre 1903 – Walton, 23 luglio 1980) è stato un generale britannico.

## Carriera
Johnson entrò nelle Scots Guards nel 1925. Venne nominato General Staff Officer a London District nel 1939.
Ha servito nella Seconda guerra mondiale come Comandante Ufficiale del 3rd Bn Scots Guards nel 1940. Continuò come comandante del 201st Guards Motor Brigade Group ed è stato catturato mentre combatteva nel deserto occidentale del Nord Africa nel 1942 diventando un prigioniero della guerra in Italia, ma sfuggì nel 1943. Poi divenne comandante della 32nd Guards Brigade nell'Europa nord-occidentale.
Dopo la guerra comandò le Scots Guards e poi divenne comandante del 1st Guards Brigade in Palestina nel 1947. Nel 1949 è stato nominato Capo di Stato Maggiore al Comando scozzese e nel 1953 è stato nominato comandante maggiore generale del Household Brigade e Ufficiale Generale al Comandante del London District.

## Matrimonio
Sposò, il 4 gennaio 1938, Lady Ida Mary Ramsay, figlia di Arthur Ramsay, XIV conte di Dalhousie. Ebbero tre figli:
- Sheena Margaret Johnson (28 dicembre 1938);
- Peter David Johnson (12 giugno 1940);
- Robert George Johnson (23 settembre 1946).